# Маркиз де Сад
Донасье́н Альфо́нс Франсуа́ де Сад (фр. Donatien Alphonse François de Sade; 2 июня 1740[…], Отель Конде или Париж — 2 декабря 1814[…], Сен-Морис или Сен-Морис), известный как марки́з де Сад (фр. marquis de Sade) — французский аристократ, политик, писатель, философ и судья. 
Был проповедником идеи абсолютной свободы, которая не была бы ограничена ни нравственностью, ни религией, ни правом. Основной ценностью жизни считал утоление любых стремлений личности.
По его имени, сексуальное удовлетворение, получаемое путём причинения другому человеку боли или унижений, получило (в работах сексолога и сексопатолога Рихарда фон Крафт-Эбинга) название «садизм» (впоследствии слова «садизм», «садист» стали употребляться и в более широком смысле).

## Биография

### История титула рода де Садов
Предки де Сада носили графский титул (фр. comte). Дед Донасьена был первым носителем этой фамилии, который получил титул маркиза и стал именоваться «маркизом де Садом», хотя в официальных документах он чаще упоминается как маркиз де Мазан (marquis de Mazan); отец титуловался как «граф де Сад». К графскому роду де Садов по браку принадлежала Лаура де Нове, которую семья де Садов уверенно связывала с музой поэта Франческо Петрарки и его возлюбленной Лаурой. Известно, что род де Садов относится к «дворянству шпаги» (noblesse d’épée), что позволяло передавать титул от отца к сыну по наследству. Несмотря на этот факт, передача титула маркиза к отцу де Сада и к нему самому не была никак зафиксирована, что ставит его титул маркиза (но не графа) под вопрос. Споры о том, был ли Донасьен именно маркизом, не утихают до сих пор. В некоторых прижизненных документах он называется маркизом де Садом (в том числе в приговоре парламента 1772 года и ряде писем), в некоторых — графом (включая акт о кончине). В историю литературы он вошёл именно как маркиз де Сад, независимо от того, имел ли он юридическое право пользоваться этим титулом.

### Раннее детство
Донасьен Альфонс Франсуа де Сад родился 2 июня 1740 года в отеле Конде в Париже. Его отцом был Жан-Батист Жозеф Франсуа граф де Сад, который был потомственным наместником в провинциях Бресс, Бюже, Вальроме и Жекс. До получения почётного титула он служил посланником при дворе кёльнского курфюрста. Его мать — Мари-Элеонор де Майе-Брезе де Карман — была фрейлиной принцессы де Конде.
Мать де Сада надеялась, что у её сына и юного наследника принца де Конде завяжутся тесные дружеские отношения, которые помогут Донасьену устроиться в жизни. Находясь при дворе, Мари-Элеонор смогла добиться, чтобы принцесса разрешила её сыну играть с принцем. Но маленький де Сад не проявлял никакого интереса к своему другу, а однажды даже подрался с ним, после чего был выслан из дворца и отправился жить к своим родственникам в Прованс.

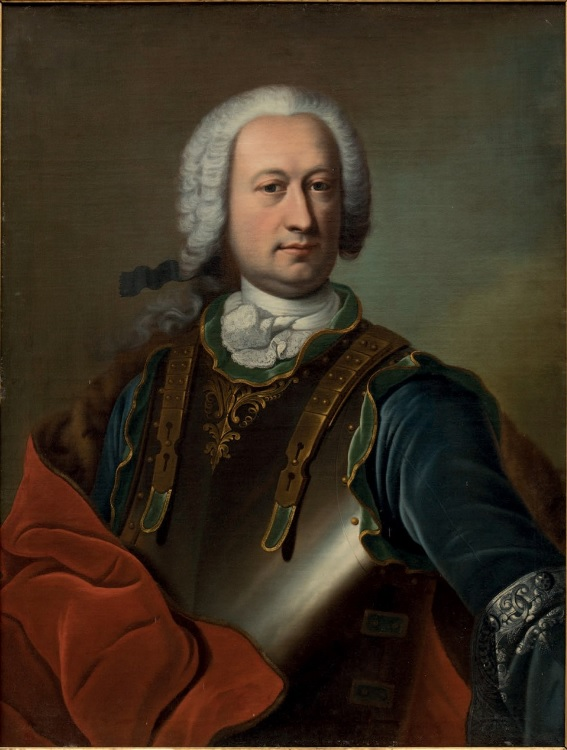
Отец — Жан-Батист Жозеф Франсуа граф де Сад

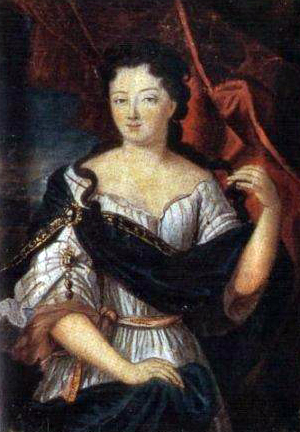
Мать — Мари-Элеонор де Майе-Брезе де Карман

В 1745 году Донасьена отправили жить к дяде, аббату де Саду (он же аббат д’Эбре), который должен был заниматься его воспитанием. Аббат жил в старинном замке, окружённом массивными каменными стенами. Донасьен любил подолгу оставаться один в большом подвале этого замка. Память об этом месте он сохранил на всю жизнь. Аббат де Сад познакомил Донасьена с мадам де Сен-Жермен, которая стала для последнего второй матерью, а также с Жаком Абле, который помогал мальчику в учёбе, а впоследствии стал управляющим в его доме.
В 1750 году де Сад вместе с Абле вернулся в Париж, чтобы продолжить обучение в знаменитом Иезуитском корпусе (колледже д’Аркур). Донасьену приходилось жить в апартаментах Абле, поскольку к моменту его возвращения в столицу родители его развелись, и мать переехала в принадлежавшую ей резиденцию Кармелит, где умерла в одиночестве в 1777 году.

### Дальнейшие годы
В 1754 году Донасьен поступил в кавалерийское училище в надежде сделать военную карьеру. В 1755 году он получил звание младшего лейтенанта королевского пехотного полка. За заслуги в сражениях Семилетней войны 14 января 1757 года был произведён в корнеты карабинеров, а 21 апреля 1759 года — в ротмистры Бургонского полка. В 1763 году Донасьен де Сад ушёл в отставку.
По возвращении в Париж он начал вести активную светскую жизнь, ухаживал за младшей дочерью господина де Монтре, президента налоговой палаты Франции. Де Монтре был против этой свадьбы, но пожелал выдать за де Сада свою старшую дочь — Рене-Пелажи Кордье де Монтре. 17 мая 1763 года с благословения короля Людовика XV и королевы они поженились. Но, имея буйный характер, де Сад не мог сидеть в новом доме и поэтому посещал разные увеселительные заведения. 29 октября 1763 года за скандальное поведение в доме свиданий он был заключён в башню Венсенского замка, откуда вышел 13 ноября, и сослан в Нормандию, в поместье Эшофур, принадлежавшее родителям жены. 11 сентября 1764 года получил разрешение вернуться в Париж.

#### Громкие скандалы и тюремные заключения
В 1764 году Донасьен де Сад занял пост своего отца, графа де Сада, став королевским генеральным наместником в провинциях Брессе, Бюже, Вальроме и Жекс. 24 января 1767 года граф де Сад скончался. Донасьен Альфонс Франсуа унаследовал сеньориальные права в Лакосте, Мазане, Сомане и земли Ма-де-Кабак поблизости от Арля. 27 апреля в Париже родился Луи-Мари, первый сын маркиза. 16 октября того же года в донесении бургундского инспектора Марэ появилась запись: «Вскоре мы снова услышим об ужасных поступках де Сада, который ныне старается уговорить девицу Ривьер из Оперы стать его любовницей, предлагая ей за это по двадцать пять луидоров в месяц. В свободные от спектаклей дни (в случае согласия) девица обязана будет проводить время с де Садом на вилле д’Арне. Девица тем не менее ответила отказом». В 1768 году де Сад был привлечён к суду и заключён в замок Сомюр за изнасилование француженки Розы Келлер. Некоторое время он находился в замке под стражей. Затем инспектор Марэ, выполняя постановление суда Ла Турнель, забрал задержанного из замка Сомюр с целью поместить его в крепость Пьерре-Ансиз, недалеко от Лиона. 2 июня де Сада перевели в тюрьму Консьержери в Париже, а через неделю Людовик XV вынес решение, по которому де Сад освобождался от преследования после выплаты штрафа в размере 100 луидоров.
23 августа 1770 года де Сад вновь поступил на военную службу в чине майора, а 13 марта 1771 года он получил звание полковника кавалерии.
5 января 1772 года маркиз де Сад пригласил знакомых дворян на премьеру комедии, которую он сочинил и поставил своими силами в родовом поместье Лакост. 27 июня того же года было возбуждено так называемое «Марсельское дело». Согласно полицейскому протоколу, в 10 часов утра маркиз де Сад вместе со своим лакеем пришёл в апартаменты девицы Борелли, по прозвищу Мариетт, где также находились ещё три девушки — Роза Кост, Марионетта Ложе и Марианна Лаверн; затем в той же комнате указанные лица вместе с де Садом предавались следующим занятиям: активная и пассивная флагелляция, анальный секс (от которого девушки, по их словам, отказались), употребление возбуждающих конфет, предложенных де Садом (на самом деле это была шпанская мушка, известная как вредный для здоровья афродизиак). В 9 часов утра 6 января де Сад навестил Маргариту Кост. По документам, маркиз предложил девушке заняться «содомией» (анальным сексом), от чего та отказалась. Затем маркиз угостил девушку теми же возбуждающими конфетами. Через несколько дней, с жалобами на боль в желудке, все девушки подали в полицию жалобу на маркиза. 4 июля французский суд вынес указ об аресте де Сада и его лакея. В замке Лакост был проведён обыск, но ничего запрещённого не было найдено. Опасаясь преследования, маркиз де Сад не стал дожидаться решения прокурора и бежал в неизвестном направлении. 3 сентября было обнародовано решение королевского прокурора Марселя, в котором де Саду и его слуге был вынесен смертный приговор: «Маркиз де Сад и его слуга Латур, вызванные в суд по обвинению в отравлении и содомии, на суд не явились и обвиняются заочно. Их приговаривают к публичному покаянию на паперти кафедрального собора, затем их должны препроводить на площадь Святого Людовика с тем, чтобы отрубить де Саду голову на эшафоте, а помянутого Латура повесить на виселице. Тела де Сада и Латура должны быть сожжены, а прах — развеян по ветру». 11 сентября того же года Прованский парламент постановил привести в исполнение решение суда от 3 сентября. На следующий день, 12 сентября, на одной из центральных площадей Экс-ан-Прованса сожгли чучела де Сада и его лакея.
Настоящая казнь не состоялась. А де Сад и Латур отправились в столицу Савойи Шамбери. Между побегом и отъездом Донасьен уговорил сестру своей жены поехать вместе с ним; последняя согласилась и отправилась вместе с ним в Италию, где у них завязался бурный роман. Узнав об этом, мадам де Монтре — тёща де Сада — добилась от французского короля так называемого Lettre de cachet — королевского разрешения на арест и заточение под стражу любого лица без объяснения причин. 8 декабря 1772 года по приказу короля Сардинии де Сад и его слуга были арестованы в Шамбери и помещены в крепость Миолан, где провели около пяти месяцев.
В ночь с 30 апреля на 1 мая 1773 года де Сад, Латур и барон Алле де Сонжи совершили побег из этой крепости. В осуществлении этого им помогла супруга де Сада. После этого Донасьен перебрался в своё родовое имение в Лакосте, где безвылазно жил весь 1774 год, опасаясь очередного ареста, угроза которого теперь висела над ним постоянно. Во время пребывания маркиза в замке мадам де Сад собрала группу людей, недовольных сексуальными развлечениями своего хозяина, и вместе с ними тайно покинула имение. В феврале 1775 года де Сад, устав от затворнической жизни, организовал похищение трёх местных девушек с целью изнасилования. История о пропаже девушек быстро обошла всю местность, и расследование этого дела быстро завершилось. Де Сада обвинили в похищении девушек с целью их совращения. Этот скандал ещё более усугубил его и без того незавидное положение.
Не желая больше находиться в пустом замке и ожидать ареста, де Сад в июле того же года под именем графа де Мазана уехал в Италию, где пробыл до декабря, занимаясь изучением оккультных наук; также в Италии он сделал ряд записей о своих мировоззрениях в области науки и искусства.
В 1776 году де Сад вернулся в Лакост. В октябре того же года он нанял в свой дом несколько молодых девушек в качестве служанок; вскоре все они бежали, за исключением одной девушки — Катерины Триле (Catherine Trillet), которую Донасьен любил называть Жюстиной. В начале 1777 года из Парижа пришла весть о том, что мать де Сада находится при смерти. Де Сад, несмотря на то что всегда относился к матери весьма равнодушно, отправился в Париж. В то же время 17 января отец Катерины Триле, узнав, чем могла заниматься его дочь в замке маркиза, публично потребовал от де Сада отпустить его дочь домой. Маркиз отказался, после чего разгневанный отец пробрался в Лакост и выстрелил в де Сада, но промахнулся и был схвачен стражей. 30 января Донасьен вместе с женой прибыл в Париж, чтобы повидать свою мать. 14 января он получил известие о её смерти. 13 февраля, исполняя предписания lettre de cachet, инспектор Марэ арестовал де Сада, который был заключён в Венсенский замок. 31 декабря покровитель де Сада, его дядя аббат де Сад, скончался в своём замке.
27 мая 1778 года французский король дал де Саду разрешение обжаловать постановление прокурора (смертный приговор) от 11 сентября 1772 года. 14 июня Донасьен в сопровождении инспектора Марэ прибыл в Экс. 30 июня прованский парламент отменил решение марсельского суда, но приговорил маркиза к заточению в Венсенском замке. 16 июля по пути в замок де Саду удалось бежать из рук эскорта, после чего он укрылся в замке Лакост, но вскоре тёща сообщила в полицию о местонахождении Донасьена, и инспектор арестовал его вновь. В тюрьме с ним обходились жестоко, он часто писал своей жене письма с просьбами помочь ему с едой, одеждой и особенно с книгами. Тогда же де Сад начал писать свои первые пьесы, рассказы и новеллы.
В январе 1779 года были упрощены условия заключения. Ему предоставили перо и чернила, а также разрешили изредка ходить на прогулки. 13 июля 1781 года мадам де Сад впервые получила разрешение на встречи с мужем, но из-за приступов агрессии и ревности, которые одолевали Донасьена каждый раз, когда он видел жену, посещения прекратились, а сама мадам де Сад постриглась в монахини.
В 1782 году де Сад закончил работу над своим первым сборником литературных произведений. Самое известное произведение этого сборника — «Диалог между священником и умирающим» — было затем неоднократно переиздано и стало первым известным творением маркиза де Сада.

#### Бастилия

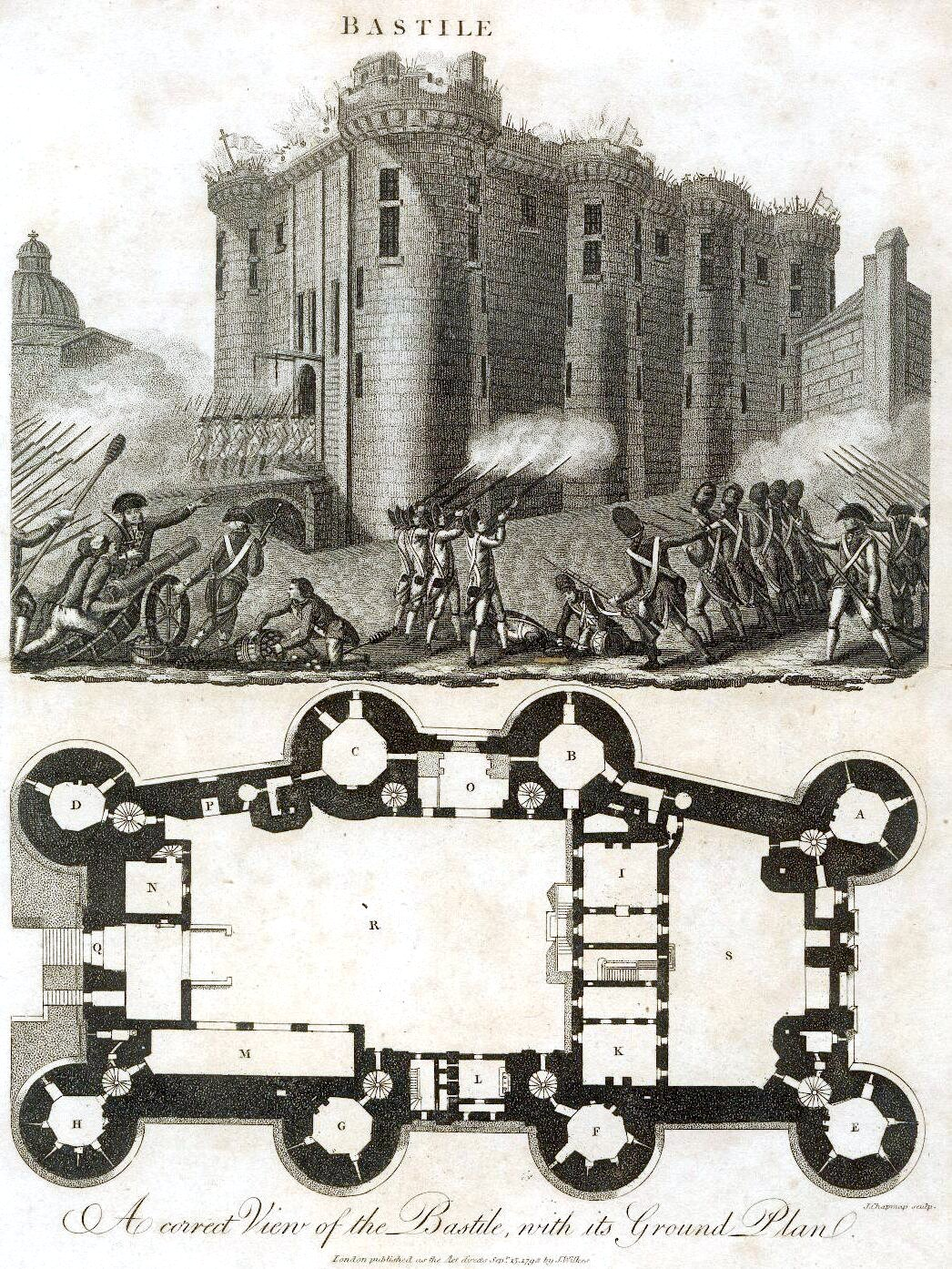
План Бастилии. Первоначально де Сад содержался в камере на 2-м этаже, затем его перевели на 6-й

Рукопись «Жюстины», написанная де Садом в Бастилии

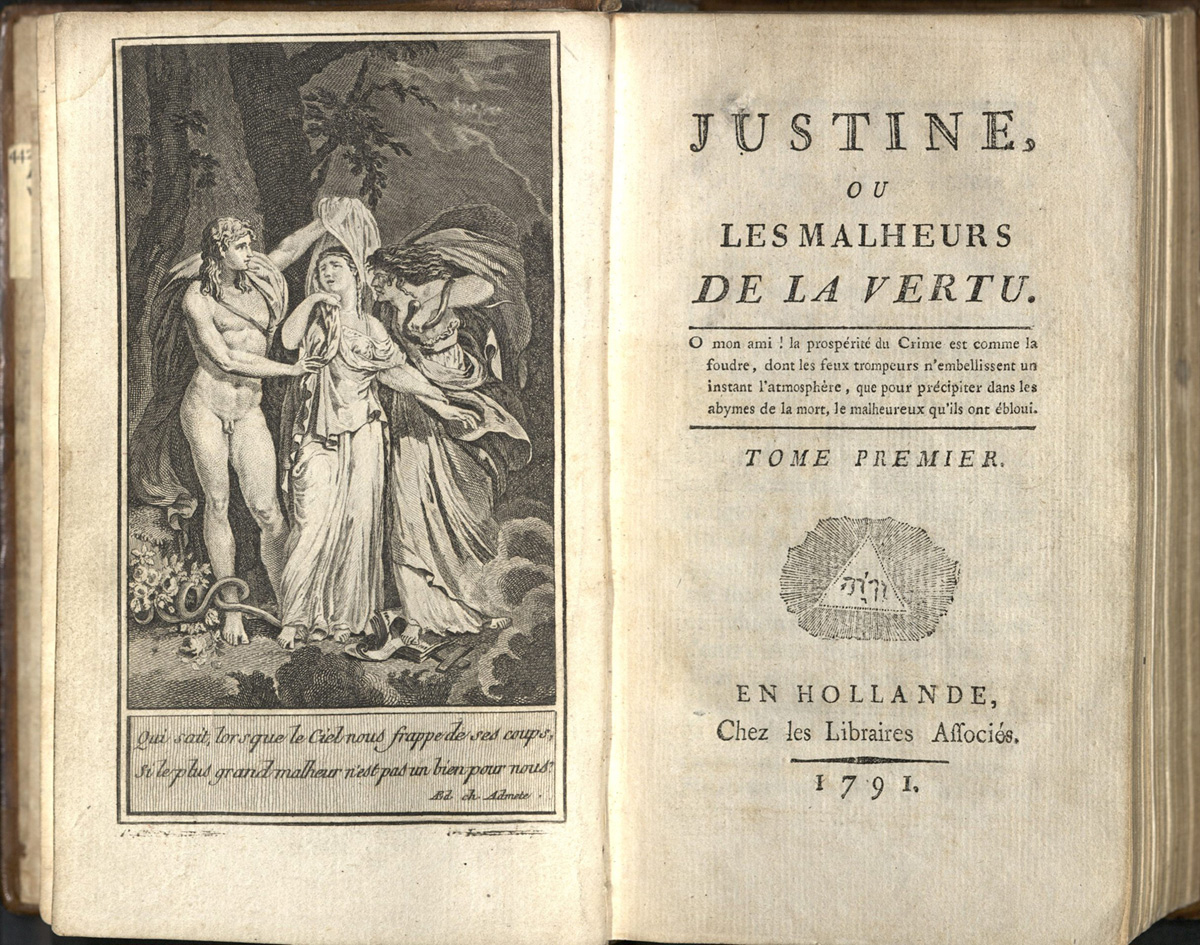
Прижизненное издание романа «Жюстина, или несчастья добродетели», 1791

В 1782 году Венсенский замок перестали использовать в качестве тюрьмы по экономическим причинам; 29 февраля заключённого де Сада перевели в Бастилию.
22 октября 1785 года Донасьен начал работу над романом «120 дней Содома». Через 37 дней де Сад закончил работу над манускриптом, который был написан на рулоне бумаги длиной от 12 до 20 метров. Маркиз спрятал его у себя в камере.
8 июля 1787 года Донасьен закончил работу над повестью «Несчастья добродетели». 7 марта 1788 года де Сад завершил свою очередную работу — новеллу «Евгения де Франваль», шедевр французской новеллистики.
27 апреля 1789 года во Франции вспыхнули народные беспорядки. Руководство тюрьмы решило усилить охрану. 2 июля де Сад прокричал из окна своей камеры, что в Бастилии избивают арестантов, и призвал народ прийти и освободить их. 4 июля за эту скандальную выходку Донасьена перевели в лечебницу Шарантон, запретив ему забрать книги и рукописи. После перевода де Сада тюремный охранник нашёл спрятанный в камере рулон с текстом «120 дней Содома» и вынес его. 14 июля Бастилию заняли народные толпы, началась Великая французская революция. При взятии Бастилии камера де Сада была разграблена и многие рукописи были сожжены.

#### Освобождение
2 апреля 1790 года, после девяти месяцев заключения, де Сад покинул Шарантон; по решению Национальной Ассамблеи были отменены все обвинения, изложенные в lettres de cachet. На следующий день (3 апреля) мадам де Сад в суде добилась развода со своим мужем; суд также обязал его выплатить ей компенсацию. 1 июля маркиз де Сад, под именем гражданин Луи Сад (citoyen Louis Sade), присоединился к одной из революционных группировок. С 1 по 14 июля маркиз де Сад проживал у президентши де Флерье, которая была его любовницей с апреля по август этого года. 25 августа маркиз де Сад познакомился с молодой актрисой Мари Констанс Ренель, которая стала его любовницей и затем оставалась ею до последних дней его жизни.
В 1791 году де Сад опубликовал свой роман «Жюстина, или Несчастья добродетели» («Justine ou les malheurs de la vertu»). 22 октября того же года в одном из театров Парижа была поставлена драма «Граф Окстьерн, или Последствия распутства», которую де Сад закончил ещё в Бастилии. 24 ноября он читал в «Комеди Франсез» свою пьесу «Жан Лене, или Осада Бове».

#### Революционные движения
В 1792 году де Сад продолжал писать пьесы и успешно показывать их во французских театрах. 5 марта группа якобинцев, так называемая «Якобинская клика», освистала комедию маркиза «Соблазнитель», которая была поставлена в Театре итальянской комедии. 10 августа была свергнута монархия, а 21 сентября провозглашена «Первая республика». В тот же день французскими властями был убит друг и соратник де Сада Станислас де Клермон-Тоннер. 17 октября Донасьена назначили комиссаром по формированию кавалерии, впредь он был обязан посещать все заседания его комитета, писать политические заметки и памфлеты. В тот же день группа неизвестных бунтовщиков ворвалась в родовой замок де Сада Лакост и полностью разграбила его. 30 октября де Сад был назначен комиссаром государственного Совета по здравоохранению. Его коллегами стали комиссары Карре и Дезормо.
1793 год начался с казни короля Людовика XVI, которому 21 января отрубили голову на гильотине. 13 января маркиза назначили присяжным революционного трибунала. 12 мая де Сад стал председателем революционной секции «Пик», но вскоре отказался от должности, передав её своему заместителю. Благодаря своему положению 23 мая Донасьен добился, чтобы имена всех его родственников были внесены в список невиновных лиц (к тому времени на семью де Сада и семью его жены начались гонения). 9 октября на церемонии, посвящённой памяти «мучеников свободы», де Сад публично зачитал своё «Воззвание к душам Марата и Лепелетье». 15 ноября в Конвенте он зачитал свой памфлет «Прошение секции „Пик“, адресованное представителям французского народа», в котором члены секции отреклись от всех культов, кроме культа Разума.
8 декабря по приказу полицейского департамента Парижа де Сада арестовали в доме, где он на тот момент проживал, и отправили в тюрьму Мадлонетт. В январе 1794 года его перевели в тюрьму монастыря кармелитов, затем в Сен-Лазар, а 27 марта в Пикпюс. 27 июля (8 термидора) революционный трибунал приговорил его к смертной казни. Но на другой день произошёл переворот 9 термидора, и приговор не был приведён в исполнение. 15 октября Донасьен де Сад был освобождён.
В последние годы де Сад влачил жалкое существование в нищете и болезнях и работал в версальском театре за 40 су в день. Декрет от 28 июня 1799 года причислил его имя к списку аристократов, подлежавших изгнанию. К началу 1800 года он всё же получил право гражданства, но вскоре оказался в версальской больнице, «умирающий от голода и холода», под угрозой нового тюремного заключения за долги. 6 марта 1801 года писатель был арестован как автор порнографических сочинений и заключён в тюрьму Сент-Пелажи. 14 марта 1803 года, после обвинения в развращении заключённых, был переведён в тюрьму Бисетр, а 27 апреля — в лечебницу для душевнобольных в Шарантоне, куда за ним отправилась мадам Мари Констанс Кене (в девичестве Ренель) — единственная привязанность его последних лет. Там он снова полностью посвятил себя написанию комедий и даже ставил их на сцене для обитателей приюта.

### Смерть
Маркиз де Сад умер в Шарантоне 2 декабря 1814 года от приступа астмы. Его предсмертная воля была нарушена: тело Донасьена было вскрыто; Ленорман (по всей видимости местный священник) не был предупреждён, и де Сада по христианскому обычаю похоронили на кладбище в Сен-Морис. По одной из версий, погребение состоялось 4 или 5 декабря 1814 года, по другой — его похоронили в глухом углу собственного поместья.

### Потомки
Одной из предполагаемых ветвей потомков маркиза де Сада считается семья Ле Топальезе (Le Topalese), эмигрировавшая из Франции в восточную Европу во второй половине XIX века. Надёжных данных о потомках маркиза нет.

## Покупка работ
Летом 2021 года Франция выкупила оригинал романа «120 дней Содома» для Национальной библиотеки за 4,55 миллиона евро.

## Основные аспекты философии
1. Отрицание традиционного для его времени деления общества на дворянство, духовенство и третье сословие. У де Сада существуют лишь сословие властителей и сословие рабов.
2. Идея о том, что убийство является благом для общества, иначе народы погибнут целиком и полностью от перенаселения и нехватки ресурсов. Аналогичные идеи были у Томаса Мальтуса.
3. Интерес к поведению человека, с которого сняты все ограничения, начиная от социальных и заканчивая религиозными.
4. Атеизм и аморализм, то есть отрицание существования Бога, а также любых моральных норм и правил — как предписанных церковными канонами, так и общечеловеческих принципов поведения в семье и обществе. В качестве доказательства можно привести многочисленные описания сцен инцеста, как правило отличающихся особой жестокостью и заканчивающихся убийством подвергаемой насилию жертвы.
5. Либертинизм.
6. В романе «Жюстина» де Сад сформулировал революционный для его времени принцип относительности морали[13].

## Работы Маркиза де Сада, опубликованные в России

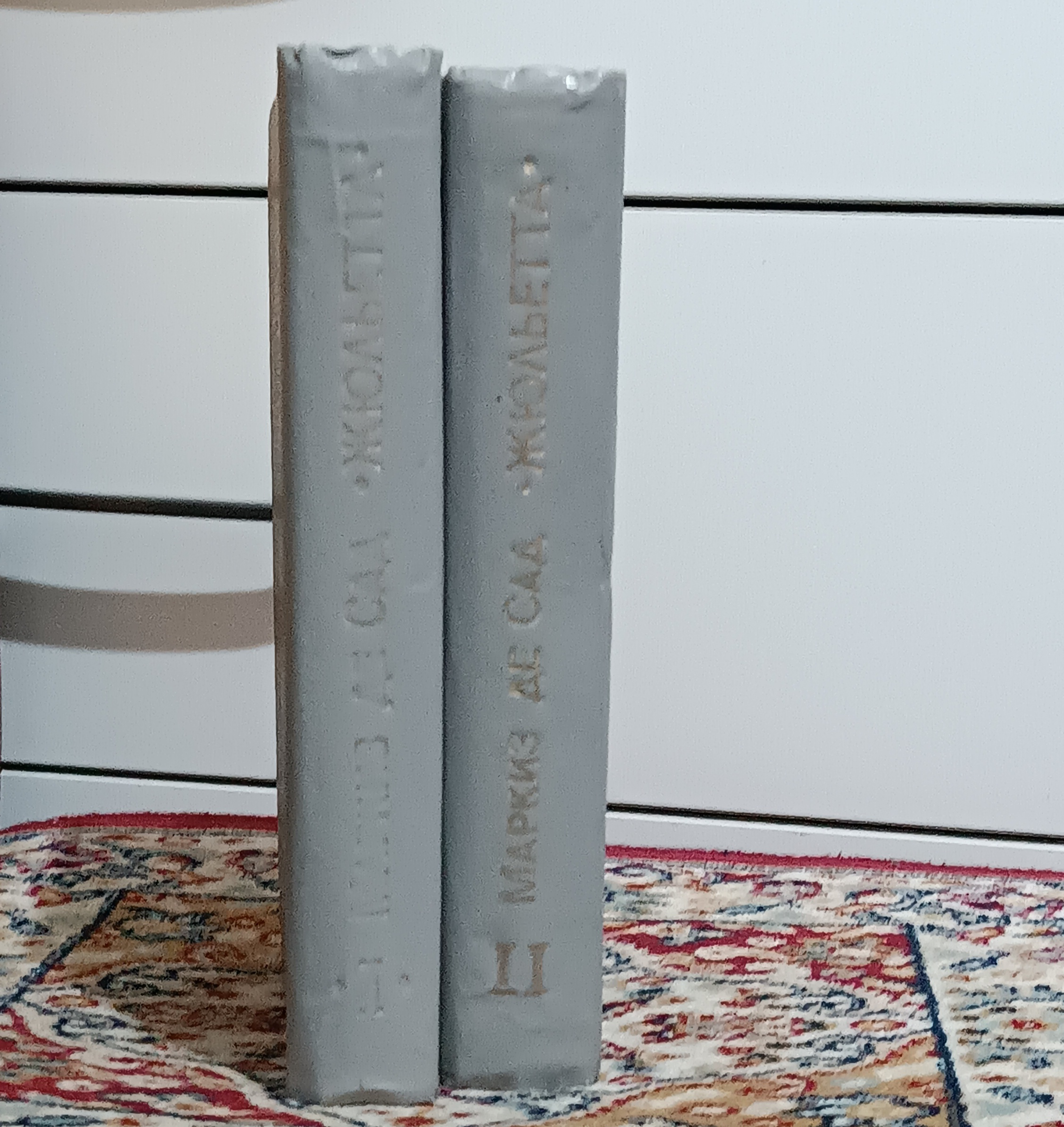
Жюльетта. В двух книгах. Москва, издательство "НИК", 1992, 512 стр., илл. (обе книги по 512 страниц).

- 1806 — Сад Д. А. Ф. де Садиевы повести. Пер. с фр. Ч. 1-4. — Москва : в типографии Христоф. Клаудия, 1806. — 4 т.
- 1810 — Сад Д. А. Ф. де Театр для любовников, представленный в исторических, приятных, любопытных и занимательных происшествиях, случившихся во Франции, Испании, Англии, Италии и Швейцарии. Пер. с фр /Сочинённый г. Садием. — 2-е изд. Ч. 1-4. — Москва : в типографии у Ф. Любия, 1810. — 4 т.
- Издания работы «Justine ou les Malheurs de la vertu»:
  - 1990 — Сад Д. А. Ф. Жюстина, или Несчастья добродетели. (первый вариант «Жюстины») пер. В.Лисова, Кишинёв: Фирма «Ада», 1990;
  - 1991 — Сад маркиз де. Жюстина, или Злоключения добродетели. Пер. Н. В. Забабуровой. Батайск, 1991. (первый вариант);
  - 1991 — Сад маркиз де. Жюстина. Пер. А. В. Царьков, С. С. Прохоренко. М.:Интербук, 1991. С. 61-324. (второй вариант);
  - 1992 — Сад маркиз де. Жюстина, или Несчастная судьба добродетели (без имени переводчика). Петрозаводск: изд-во «ДФТ», 1992. 318с.
  - 1992 — Сад Д. А. Ф. Новая Жюстина. Пер. Е.Храмова. М. : «Мистер Икс», 1992. 80 с. (первые шесть глав третьего варианта);
  - 1994 — Сад маркиз де. Новая Жюстина. Пер. Е. Храмова. (то же, что № 15). Ретиф де ля Бретон. Анти-Жюстина. Пер. А.Коровниченко. М.: ИИФ «Мистер Икс», 1994. 352 с.
  - 2003 — Сад маркиз де. Жюстина. Пер. Г.Кудрявцева. СПб: Продолжение жизни, 2003. 672 с. (третий вариант);
  - 2008 — Сад Ф.де. Жюстина, или Несчастья добродетели. (переводчик не указан) М.: Мир книги. Литература, 2008. С.5-156.
  - 2010 — Сад маркиз де. Жюстина, или Несчастья добродетели. Пер. Е Храмова. М.: АСТ, 2010. 254 с.
- 1991 — Сад Д. А. Ф. де Философия в будуаре; Тереза-философ. [Фрагм. романа] Фр. эрот. роман XVIII в. [Перевод] /Маркиз де Сад; [Послесл. А. Викторова, с. 223—258]. — М. : Моск. рабочий, Б. г. (1991). — 286, [1] с. : ил. ; 21 см. — Библиогр. наиболее значит. произведений маркиза де Сада: с. 285—286
- 1992 — Сад Д. А. Ф. де Философия в будуаре /Маркиз де Сад; Пер. с фр. и рассказ о жизни и творчестве маркиза де Сада [с. 3-20] И. Карабутенко. — М. : Проминформо, 1992. — 222 с.;
- 1993 — Философия в будуаре, или Имморальные наставники; Клод-Франсуа, или Искушение добродетели / Маркиз де Сад. Война богов / Эварист Парни В: Эрос. Франция XVIII /[Сост. А. Каргин; Ред. К. Авдеев]. — М. : Серебряный бор, 1993. — 320 с.;
- 2003 — Сад Д. А. Ф. Философия в будуаре; Эрнестина; Флорвиль и Курваль; Двойное испытание; Занимательные истории, новеллы и фаблио. [Пер. с фр.] /Маркиз де Сад. — СПб. : Продолжение жизни, 2003. — 477,[2] с. ; 22 см. — (Серия «Эротическая классика»)
- 1993 — Сад Д. А. Ф. де 120 дней Содома. [Роман Пер. с фр.] /Маркиз де Сад; [Послесл. А. Щуплова Рис. П. Бунина]. — М. : Б. и., 1993. — 318, [1] с. : ил. ; 23 см. — (Интим-библиотека); 2001 — Сад Д. А. Ф. 120 дней Содома /Альфонс де Сад; [Пер. с фр. Е. Храмова]. — М. : Geleos, 2001. — 17 см. — (Золотая коллекция мировой литературы ; …)
- В 1990—2000 годы произведения де Сада переиздаются регулярно в разных издательствах.

## Сочинения

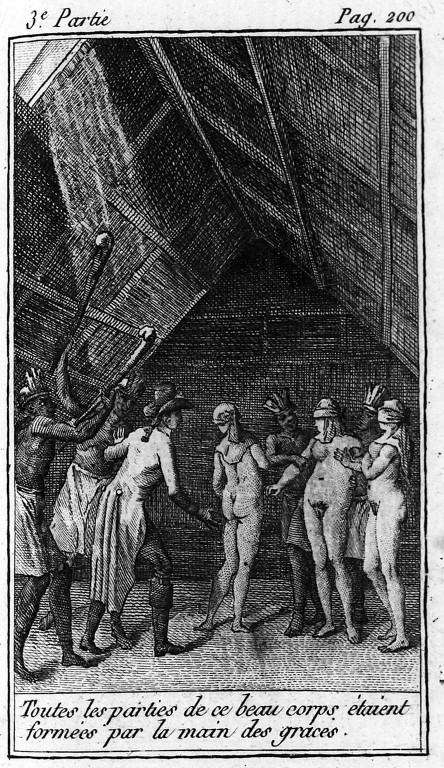
Алина и Валькур

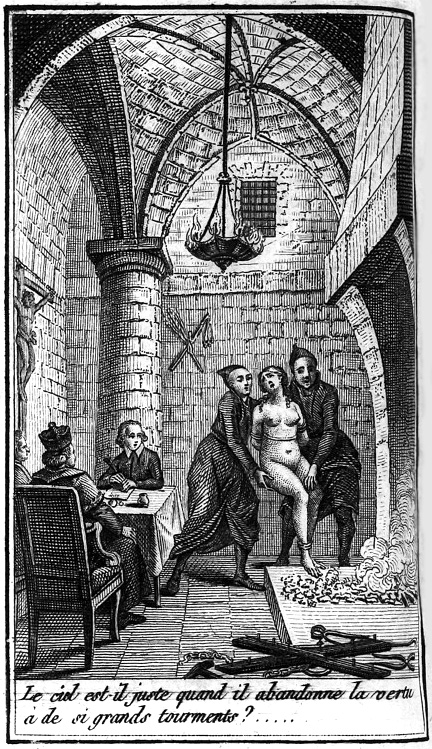
Алина и Валькур

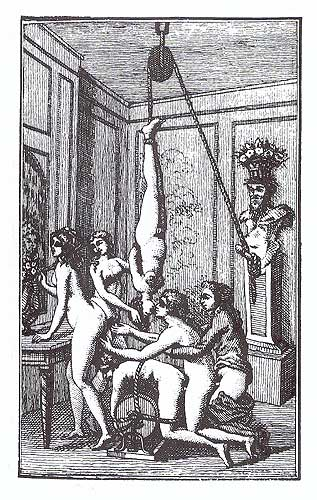
Жюльетта, 1800

### Проза
- 120 дней Содома, или Школа разврата (Les 120 journées de Sodome, ou l'École du libertinage, роман, 1785, впервые опубликован в 1904)
- Жюстина, или Злоключения добродетели (Les Infortunes de la vertu, роман, первая редакция «Жюстины», 1787, впервые опубликован в 1909)
- Жюстина, или Несчастная судьба добродетели (Justine ou les Malheurs de la vertu, роман, вторая редакция, 1791)
- Алин и Валькур, или Философский роман (Aline et Valcour, ou le Roman philosophique, роман, 1795)
- Дорси, или Насмешка судьбы (Dorci, ou la Bizarrerie du sort, новелла, 1788)
- Сказки, басни и фаблио (Historiettes, Contes et Fabliaux, 1788)
  - Змей (Le Serpent)
  - Гасконское остроумие (La Saillie Gasconne)
  - Удачное притворство (L’Heureuse Feinte)
  - Наказанный сводник (Le M… puni)
  - Застрявший епископ (L'Évêque embourbé)
  - Привидение (Le Revenant)
  - Провансальские ораторы (Les Harangueurs Provençaux)
  - Пусть меня всегда так надувают (Attrapez-moi toujours de même)
  - Угодливый супруг (L'Époux complaisant)
  - Непонятное событие, засвидетельствованное всей провинцией (Aventure incompréhensible)
  - Цветок каштана (La Fleur de châtaignier)
  - Учитель-философ (L’Instituteur philosophe)
  - Недотрога, или нежданная встреча (La Prude, ou la Rencontre imprévue)
  - Эмилия де Турвиль, или жестокосердие братьев (Émilie de Tourville, ou la Cruauté fraternelle)
  - Огюстина де Вильбланш, или любовная уловка (Augustine de Villeblanche, ou le Stratagème de l’amour)
  - Будет сделано, как потребовано (Soit fait ainsi qu’il est requis)
  - Одураченный президент (Le Président mystifié)
  - Маркиз де Телем, или последствия либертинажа (La Marquise de Thélème, ou les Effets du libertinage)
  - Возмездие (Le Talion)
  - Сам себе наставивший рога, или непредвиденное примирение (Le Cocu de lui-même, ou le Raccommodement imprévu)
  - Хватит места для обоих (Il y a place pour deux)
  - Исправившийся супруг (L'Époux corrigé)
  - Муж-священник (Le Mari prêtre)
  - Сеньора де Лонжевиль, или отомщённая женщина (La Châtelaine de Longeville, ou la Femme vengée)
  - Плуты (Les Filous)
- Философия в будуаре (La Philosophie dans le boudoir, роман в диалогах, 1795)
- Новая Жюстина, или Несчастная судьба добродетели (La Nouvelle Justine, ou les Malheurs de la vertu, роман, третья редакция, 1799)
- Преступления любви, героические и трагические новеллы (Les Crimes de l’amour, Nouvelles héroïques et tragiques, 1800)
  - Мысли о романе (Une Idée sur les romans)
  - «Жюльетта и Роне, или заговор в Амбуазе» (Juliette et Raunai, ou la Conspiration d’Amboise)
  - Двойное испытание (La Double Épreuve)
  - «Мисс Генриетта Штральзон, или последствия отчаяния» (Miss Henriette Stralson, ou les Effets du désespoir)
  - «'Факселанж, или заблуждения честолюбия» (Faxelange, ou les Torts de l’ambition)
  - Флорвиль и Курваль, или Неотвратимость судьбы (Florville et Courval, ou le Fatalisme)
  - Родриго, или заколдованная башня (Rodrigue, ou la Tour enchantée)
  - Лауренция и Антонио (Laurence et Antonio)
  - Эрнестина (Ernestine)
  - «Доржевиль, или преступная добродетель» (Dorgeville, ou le Criminel par vertu)
  - «Графиня де Сансерр, или соперница собственной дочери» (La Comtesse de Sancerre, ou la Rivalle de sa fille)
  - Эжени де Франваль (Eugénie de Franval)
- История Жюльетты, или Успехи порока (Histoire de Juliette, ou les Prospérités du vice, роман, продолжение «Новой Жюстины», 1801)
- «Дни в замке Флорбель, или разоблачённая природа» (Les Journees de Florbelle, ou la Nature devoilee, suivies des Memoires de l’abbe de Modose et des Adventures d’Emilie de Volnange servant de preuves aux assertions, роман, 1806, утерян)
- Маркиза де Ганж (La Marquise de Gange, исторический роман, 1807—1812)
- Аделаида Брауншвейгская, принцесса Саксонская (Adélaïde de Brunswick, princesse de Saxe, исторический роман, 1812)
- Тайная история Изабеллы Баварской, королевы Франции, содержащая редкие, прежде неизвестные, а также давно забытые факты, тщательно собранные автором на основании подлинных рукописей на языках немецком, английском и латинском (Histoire secrète d’Isabelle de Bavière, reine de France, dans laquelle se trouvent des faits rares, inconnus ou restés dans l’oubli jusqu'à ce jour, et soigneusement étayés de manuscrits authentiques allemands, anglais et latins), исторический роман, 1814.

### Исторические работы
- La Liste du Suisse (утеряна)
- La Messe trop chere (утеряна)
- L’Honnete Ivrogne (утеряна)
- N’y allez jamais sans lumiere (утеряна)
- La justice venitienne (утеряна)
- Adelaide de Miramas, ou le Fanatisme protestan (утеряна)

### Эссе
- Idee sur les romans, introductory text to Les Crimes de l’Amour
- L’Auteur de «Les Crimes de l’Amour» a Villeterque, folliculaire

### Пьесы
- Диалог между священником и умирающим (Dialogue entre un pretre et un moribond)
- Философия в будуаре (La Philosophie dans le boudoir)
- Окстьерн, или несчастья либертинажа (Le Comte Oxtiern ou les Effets du Libertinage)
- Les Jumelles ou le /choix difficile
- Le Prevaricateur ou le Magistrat du temps passe
- Jeanne Laisne, ou le Siege de Beauvais
- L’Ecole des jaloux ou la Folle Epreuve
- Le Misanthrope par amour ou Sophie et Desfrancs
- Le Capricieux, ou l’Homme inegal
- Les Antiquaires
- Henriette et Saint-Clair, ou la Force du Sang (утеряна)
- Franchise et Trahison
- Fanny, ou les Effets du desespoir
- La Tour mysterieuse
- L’Union des arts ou les Ruses de l’amour
- Les Fetes de l’amitie
- L’Egarement de l’infortune (утеряна)
- Tancrede (утеряна)

### Политические памфлеты
- Adresse d’un citoyen de Paris, au roi des Français (1791)
- Section des Piques. Observations presentées à l’Assemblee administrative des hopitaux (28 octobre 1792)
- Section des Piques. Idée sur le mode de la sanction des Lois; par un citoyen de cette Section (2 novembre 1792)
- Pétition des Sections de Paris à la Convention nationale (1793)
- Section des Piques. Extraits des Registres des déliberations de l’Assemblée générale et permanente de la Section des Piques (1793)
- La Section des Piques à ses Frères et Amis de la Société de la Liberté et de l'Égalite, à Saintes, departement de la Charente-Inferieure (1793)
- Section des Piques. Discours prononcé par la Section des Piques, aux manes de Marat et de Le Pelletier, par Sade, citoyen de cette section et membre de la Société populaire (1793)
- Petition de la Section des Piques, aux representants de peuple français (1793)
- Les Caprices, ou un peu de tout (утеряна)

### Письма и заметки
- Letters From Prison
- Correspondance inédite du Marquis de Sade, de ses proches et de ses familiers, publiée avec une introduction, des annales et des notes par Paul Bourdin (1929)
- L’Aigle, Mademoiselle…, Lettres publiées pour la première fois sur les manuscrits autographes inédits avec une Préface et un Commentaire par Gilbert Lely (1949)
- Le Carillon de Vincennes. Lettres inédites publiées avec des notes par Gilbert Lely (1953)
- Cahiers personnels (1803—1804). Publiés pour la première fois sur les manuscrits autographes inédits avec une préface et des notes par Gilbert Lely (1953)
- Monsieur le 6. Lettres inédites (1778—1784) publiées et annotées par Georges Daumas. Préface de Gilbert Lely (1954)
- Cent onze Notes pour La Nouvelle Justine. Collection "La Terrain vague, " no. IV (1956)

## Кинематограф
Мишель Фуко говорил: «Я думаю, что ничто так не противопоказано кинематографу, как творчество Сада. Среди множества причин главная в том, что скрупулёзность, педантизм, ритуальность, строгая церемониальность сексуальных сцен у Сада исключают любые дополнительные эффекты, обусловленные игрой камеры. Малейшее добавление, малейший нажим, малейшие прикрасы невыносимы. Не откровенная фантазматика, но старательно спрограммированная регламентация. А потому стоит что-нибудь опустить или где-нибудь пережать — и все пропало. Здесь нет места образу. Все пропуски (пробелы) должны заполняться вожделением и телами».
- «Наполеон» (немой, Франция, 1927), реж. Абель Ганс. В роли Сада актёр Конрад Фейдт
- «Порок и добродетель» / Le vice et la vertu (Франция, 1963) — вольная адаптация романа «Жюстина» с переносом действия в оккупированную Францию, режиссёр Роже Вадим. Роль Жюстины исполнила Катрин Денёв.
- «Жюстина, или Несчастья добродетели» (Marquis de Sade: Justine), 1969 г. — фильм режиссёра Хесуса Франко. Это первая большая экранизация одноимённого романа маркиза де Сада для массового зрителя. В роли Сада — Клаус Кински.
- «Эжени» (Eugenie), 1970 г. — фильм режиссёра Хесуса Франко, вольная экранизация романа «Философия в будуаре».
- «Сало, или 120 дней Содома» (Salò o le 120 giornate di Sodoma), 1975 г. — фильм Пьера Паоло Пазолини, вольная экранизация романа «120 дней Содома». Действие перенесено в фашистскую республику Сало, 1944 год.
- «Музей восковых фигур», 1988 г. — фильм режиссёра Энтони Хикокса. В роли Дж. Кеннет Кэмпбелл.
- «Маркиз» (Marquis), 1989 г., Анри Ксоннё / Henri Xhonneux. Поставлен по «Философии в будуаре» и «Жюстине». В роли маркиза Франсуа Мартурет.
- «Ночные кошмары», 1993 г. Молодая девушка едет в Каир навестить своего отца, и, сама того не желая, оказывается вовлечённой в садомазохистский культ, предводителем которого является потомок маркиза де Сада. Маркиза и его потомка играет Роберт Инглунд, прославившийся исполнением роли Фредди Крюгера.
- «Маркиз де Сад», 1994 г., режиссёр Джо Д'Амато (эротика). Действие происходит в XVIII веке, маркиз де Сад (Рокко Сиффреди) заключён в Шатильонский замок и занимается воспоминаниями о своих похождениях.
- «Маркиз де Сад» (Marquis de Sade), 1996 г. — российско-американский фильм режиссёра Гвинета Гибби (Gwyneth Gibby)[15]. В роли де Сада Ник Манкузо.
- «Маркиз де Сад» (Sade), 2000 г., режиссёр Бенуа Жако. Жизнь маркиза де Сада во времена якобинского террора. В роли де Сада Даниэль Отёй.
- «Перо маркиза де Сада» (Quills), 2000 г., режиссёр Филип Кауфман. Действие происходит в XVIII веке. Сексуальная, шокирующая история о маркизе де Саде и о том, как его провокационное творчество перевернуло судьбы многих людей. В главной роли — Джеффри Раш.
- «Философия будуара маркиза де Сада» (L Educazione sentimentale di Eugenie), 2004 г., Аурелио Гримальди.
- «Безумие» (Sílení), 2005 г., режиссёр Ян Шванкмайер. Фильм снят по мотивам двух рассказов Эдгара Аллана По и произведений де Сада. Сам маркиз (Ян Тршиска) является одним из главных героев фильма.

## Как персонаж произведений других авторов
- Один из центральных персонажей пьесы японского писателя Юкио Мисимы «Маркиза де Сад».
- Герой пьесы Петера Вайса «Преследование и убийство Жан-Поля Марата, представленное актёрской труппой госпиталя в Шарантоне под руководством господина де Сада» (1964).
- Центральный персонаж произведения Дюкорне Рики «Дознание. Роман о маркизе де Саде» (1999), находящийся в заключении во время Революции.
- Герой пьесы-фантазии Андрея Максимова «Маскарад маркиза де Сада».
- Герой произведения Джереми Рида «Когда опускается хлыст. Роман о маркизе де Саде».
- Герой произведения Габриэль Витткоп «Торговка детьми».